# Winchester (Illinois)
Winchester es una ciudad ubicada en el condado de Scott en el estado estadounidense de Illinois. En el Censo de 2010 tenía una población de 1593 habitantes y una densidad poblacional de 544,78 personas por km².

## Geografía
Winchester se encuentra ubicada en las coordenadas 39°37′47″N 90°27′22″O / 39.62972, -90.45611. Según la Oficina del Censo de los Estados Unidos, Winchester tiene una superficie total de 2.92 km², de la cual 2.92 km² corresponden a tierra firme y (0%) 0 km² es agua.

## Demografía
Según el censo de 2010, había 1593 personas residiendo en Winchester. La densidad de población era de 544,78 hab./km². De los 1593 habitantes, Winchester estaba compuesto por el 98.68% blancos, el 0.13% eran afroamericanos, el 0.25% eran amerindios, el 0.06% eran asiáticos, el 0% eran isleños del Pacífico, el 0% eran de otras razas y el 0.88% pertenecían a dos o más razas. Del total de la población el 0.69% eran hispanos o latinos de cualquier raza.